# Стационе ди Лавис (Тренто)
Стационе ди Лавис је насеље у Италији у округу Тренто, региону Трентино-Јужни Тирол.
Према процени из 2011. у насељу је живело 201 становника. Насеље се налази на надморској висини од 207 м.